# Darkened Nocturn Slaughtercult
Darkened Nocturn Slaughtercult est un groupe de black metal allemand, originaire de Dormagen dans le land de Rhénanie-du-Nord-Westphalie.

## Biographie
Le groupe est formé pendant l'hiver 1997 à Dormagen, à l'initiative d'Yvonne « Onielar » Wilczynska, d'origine polonaise.
En 2004, le groupe publie l'album auto-produit Nocturnal March qui contient des titres comme Chronicler of Chaos, Scaffold Salvation et The Dead Hate the Living. En 2005, Darkened Nocturn Slaughtercult est annoncé dans la mini-tournée européenne Black Metal Attack aux côtés des groupes néerlandais Sauron et Fluisterwoud, pour fin 2005. En 2006, ils sont interviewés par la chaine franco-allemande Arte. En 2009, ils publient leur quatrième album intitulé Saldorian Spell.
En 2012, Loudwire considère Onielar comme « probablement la chanteuse de metal la plus terrifiante de la planète. » La même année, le groupe annonce son entrée en studio pour l'enregistrement de son cinquième album, annoncé comme une suite de Saldorian Spell et prévu pour 2012 au label War-Anthem Records. En 2013, le groupe publie un nouvel album studio intitulé Necrovision au label War Anthem. L'année suivante sort l'album auto-produit Nocturnal March.

## Style musical
Darkened Nocturn Slaughtercult joue un black metal classique. La structure des chansons est relativement simple, certaines chansons ont deux accords. Le groupe refuse un synthétiseur. Contrairement à la plupart des groupes de black metal, le chant guttural est interprété par une femme. La plupart des chansons de Darkened Nocturn Slaughtercult ont un rapport avec le satanisme, l'occultisme, la Mort et le Mal. Le groupe s'inspire de la « haine pure » et du « mépris blasphématoire pour la vie ». La misanthropie joue un grand rôle. Le groupe est accusé d'être en sympathie avec l'extrême droite, ce qu'il nie farouchement et avec aversion.
Lors des concerts, le mur du fond est décoré d'un grand pentagramme, formant un halo autour de la chanteuse Onielar. Les autres bannières de la scène montrent le logo du groupe, des croix ou des pentagrammes inversés. Les membres sont habillés dans le style sataniste. Outre le corpse paint, le sang sur le visage et le corps ainsi que sa mise en scène comme une coupe font impression. Les membres masculins aussi se produisent généralement torse nu tandis qu'Onielar est habillée en blanc, ce qui fait ressortir sa longue chevelure blonde. Elle ressemble ainsi à une banshee.

## Membres

### Membres actuels
- Tobias « Adversarius » Lachmann – basse[1]
- Yvonne « Onielar » Wilczynska – chant, guitare (depuis 1997)[1]
- Sven « Velnias » Galinsky – guitare (depuis 1998)[1]
- Michael « Horrn » Pelkovsky – batterie (depuis 2001)[1]

### Anciens membres
- Andreas « Necropest » Classen – basse (?-2008)[1]
- Thymos – basse[1]
- Mike « Ariovist » Engelmann – batterie (1997-1999)[1]
- Grigorr – basse (session) (1999-2002, 2008-2009)[1]
- Emporonorr – basse (2002-2006)[1]

## Discographie
- 1999 : The Pest Called Humanity
- 2001 : Follow the Calls for Battle
- 2004 : Nocturnal March
- 2006 : Hora Nocturna
- 2009 : Saldorian Spell
- 2013 : Necrovision
- 2014 : Nocturnal March
- 2019 : Mardom